# トレオニンラセマーゼ
トレオニンラセマーゼ(Threonine racemase、EC 5.1.1.6)は、以下の化学反応を触媒する酵素である。
L-トレオニン {\displaystyle \rightleftharpoons } D-トレオニン
従って、この酵素の基質はL-トレオニンのみ、生成物はD-トレオニンのみである。
この酵素は、異性化酵素、特にアミノ酸やその誘導体に作用するラセマーゼやエピメラーゼに分類される。